# Nando Citarella
Donato Citarella (Nocera Inferiore, 18 novembre 1959) è un cantautore italiano.

## Biografia
Attore e cantante lirico, Nando Citarella (al secolo Donato) forma le basi della sua professione studiando presso Eduardo De Filippo, Dario Fo, Ugo Gregoretti e Roberto De Simone, grazie ai quali può esibirsi nelle sue prime performance teatrali.
Dal 1986 comincia una lunga collaborazione con la Rai che culmina nella nota interpretazione del "giullare" prima in Domenica In e poi nel programma Luna Park condotto da Pippo Baudo. Nel 1994 ha fondato i Tamburi del Vesuvio, gruppo di musica folk napoletana.
La passione nei confronti delle tradizioni popolari del Sud-Italia lo porta a essere inserito, nel 2003, nell'Albo degli Scrittori e degli Artisti Italiani ed Europei per la Commissione Nazionale Italiana per l'UNESCO, quale socio onorario.

## Discografia

### Discografia solista
- 1981 – Dindirinnella (con Francesco Manente), Mdau Dischi
- 1989 – Cantata d'Ammore (con Ensemble Strumentale Barocco delle 2 Sicilie), autoproduzione
- 2000 – Thapsos (con Riccardo Tesi e Banditaliana), supplemento de il manifesto
- 2001 – Suoni di bande, World Music
- 2002 – Acqua Foco Vento (con Riccardo Tesi e Maurizio Geri), supplemento de il manifesto
- 2002 – 'A Pusteggia, Finisterre
- 2005 – Passio et Resurrectio (con Sergio Rendine), Naxos
- 2007 – Mozart...al chiaro di luna ovvero...cantata streveza per ottetto misto, RadiciMusic Records
- 2007 – Cantata di Natale, Operina popolare per voci recitanti e musicanti, RadiciMusic Records

### Discografia con Tamburi del Vesuvio
- 1994 – Voce 'e mare, Sony Music ThMac Lynsei
- 1998 – Terra 'e Motus, Finisterre
- 1998 – Mare nostrum, Avvenimenti
- 1999 – Finisterre, World Music
- 1999 – Vesuvio (con Tammurriata di Scafati), Ponte Sonoro
- 2002 – Vaffaticà, Alfa Music
- 2002 – Tribù Italiche, Campania, World Music
- 2004 – 10 & 25 'Afacciamiasottoipiedivostri, Il Manifesto
- 2009 – 10 & 25 BIS, Nandus Vesuvianus Prod.
- 2011 – Magna Mater, Alfa Music